# 디오니시오스 트락스

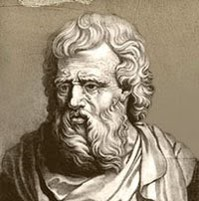

디오니시오스 트락스(그리스어: Διονύσιος ὁ Θρᾷξ) (기원전 170년‑기원전 90년)은 알렉산드레이아와 로도스에서 활약했던 고대 그리스의 문법학자이다.
최고(最古)의 문법서인 문법의 예술(Τέχνη Γραμματική)은 그에 의한 것이라고 여겨지나, 오늘날의 많은 학자들은 대부분의 작업의 기술적인 접근과 처음 부분의 일부에서의 문어적인 접근(2세기경의 알렉산드레이아 양식과 유사한)의 차이점에 기인하여 작업이 정말 그가 단독으로 한 것인지에 대해서 의혹을 제기한다.
그 책은 우선 통사론의 표현법이 결여된 그리스어의 형태론적 설명을 관여시킨다. 또한 그 책은 초대 교회 시기에 아르메니아어와 시리아어로 번역이 되었다.
그는 그 책 시작부분에서 문법에 대해 "시와 산문가의 보편적인 용법의 실용적인 지식"으로 정의를 내렸다. 따라서 표준 그리스어와 호메로스 문자를 편집했던 당대의 알렉산드레이아인 학자처럼 그는 코이네 그리스어를 구사했던 사람들에게 고대 그리스 문학을 가르치기 용이하게 하는데 관여했다.

## 참고 문헌
- Dionysios Thrax, Art of Grammar
- Robins, R. H. A Short History of Linguistics (Indiana UP, 1967). (ISBN 0-253-35210-X)
- Robins, R. H. The Technē Grammatikē of Dionysius Thrax in historical perspective. In P. Swiggers, W. van Hoecke (Eds.), Mots et parties des du discours. Leuven: Leuven University Press, 1987).
- V. Di Benedetto, "At the Origins of Greek Grammar," Glotta 68 (1990): 19-39.
- J. Lallot, La grammaire de Denys le Thrace (CNRS Editions, 1998).